# الأعسر (فلم)
الأعسر (بالإنجليزية: Southpaw) هو فلم رياضي درامي أمريكي، تم إنتاجه في سنة 2015 وهو من إخراج أنطوان فوكوا ومن كتابة كورت سوتر ومن بطولة جيك جيلنهال ورايتشل مكأدامز، يتكلم الفلم عن ملاكم يعيش في نيويورك مع زوجته وإبنته وثم يخسر بطولة العالم أمام أحد الملاكمين ويصاب إصابة بليغة في عينه، فيترك الملاكمة لكن زوجته تشجعه للعودة للملاكمة وعلى استعادة لقب البطولة، إحتل الفلم المراتب الأولى على قوائم مبيعات الأفلام في 2015.

## ملخص القصة
تدور أحداث الفيلم حول ملاكم الوزن المتوسط بيلي هوب العظيم (جاك جلينهال) الذي يشق طريقه نحو القمة محطمًا كل العقبات، ولكنه يرى حياته تتفكك بشكل درامي حزين، خاصة بعد خسارته لزوجته في حادث أليم، الآن تبقى امامه أهم معركة في حياته، وهي أن يفوز بحب ابنته مرة أخرى.

## طاقم العمل
- جيك جيلنهال بدور بيلي هوب
- ناعومي هاريس بدور أنجيلا ريفيرا
- ريتشيل ماك-آدامس بدور مورين هوب
- فوريست وايتكر بدور تيك ويلز
- فيفتي سينت بدور جوردون ماينز
- كلير فولي
- بوو ناب
- فيكتور أورتيز
- ريتا أورا

## هوامش
- آخر فيلم وضع موسيقاه جيمس هورنر قبل وفاته في حادثة طيران في عام 2015.
- كانت لوبيتا نينجو مرشحة لبطولة الفيلم، لكنها اعتذرت بسبب انشغالها بتصوير فيلم Star Wars: Episode VII - The Force Awakens.
- كان من المقرر أن يقوم مطرب الراب إيمينيم ببطولة الفيلم، لكن الدور ذهب إلى جيك جيلنهال بعد انشغال إيمينيم بمشاريعه الفنية الموسيقية.

## روابط خارجية
- مقالات تستعمل روابط فنية بلا صلة مع ويكي بيانات